# Alexander (kráter)

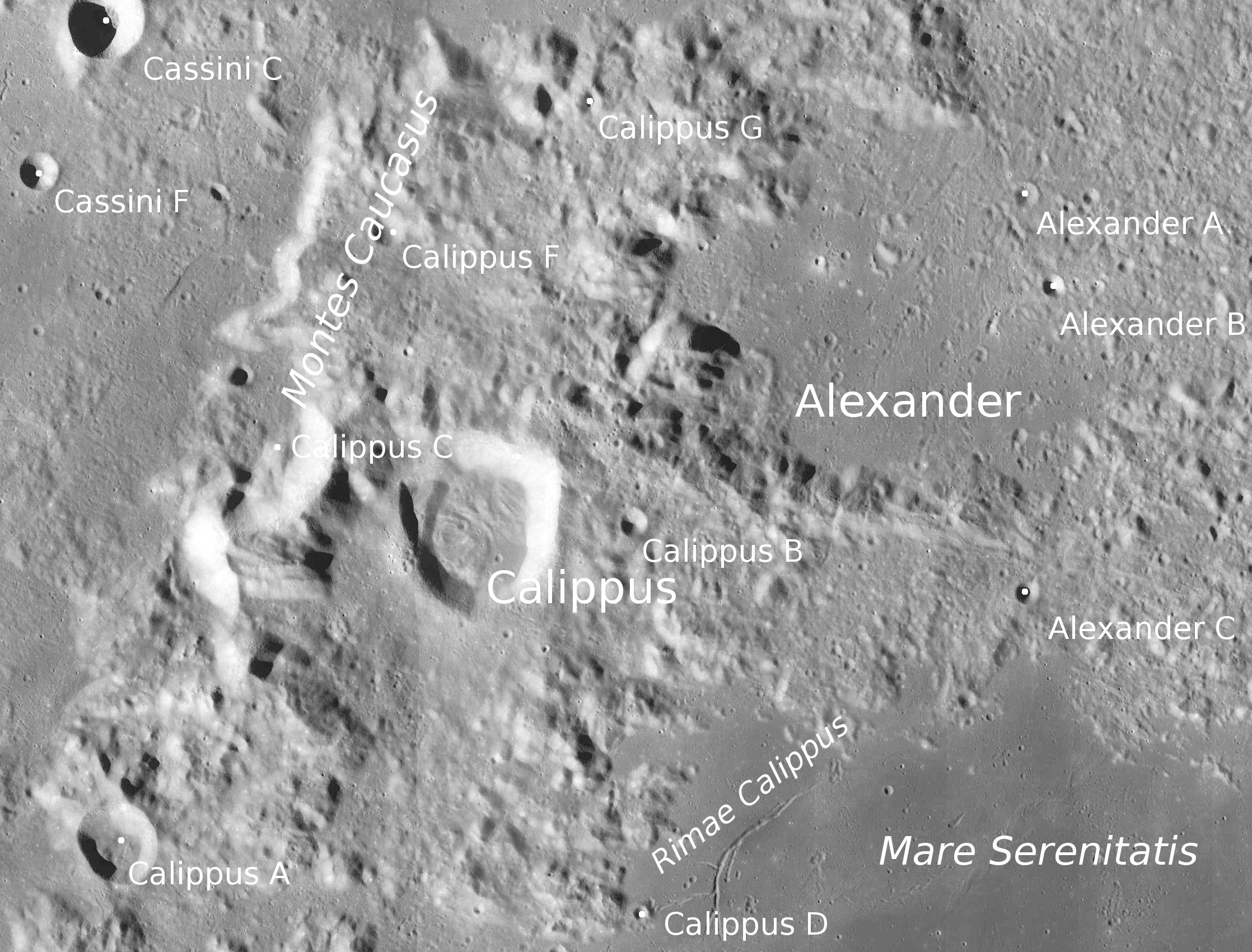
Poloha kráteru Alexander.

Alexander je značně rozpadlý kráterový útvar nacházející se severně od Mare Serenitatis (Moře jasu) na přivrácené straně Měsíce. Má průměr 82 km. Zbytky okrajového valu se zachovaly pouze v jižní, západní a severozápadní části kráteru, zatímco východní část je otevřena vůči okolnímu terénu.
V blízkosti Alexandra se nachází několik pojmenovaných kráterů, jsou to: Calippus (západo-jihozápadně), Lamèch (severně) a výrazný Eudoxus (severo-severovýchodně).

## Název
Pojmenován je podle státníka a vojevůdce Alexandra Velikého, řečeného Makedonský.

## Satelitní krátery
V okolí se nachází několik dalších kráterů. Ty byly označeny podle zavedených zvyklostí jménem hlavního kráteru a velkým písmenem abecedy.
| Alexander | Sel. šířka | Sel. délka | Průměr |
| --------- | ---------- | ---------- | ------ |
| A         | 40.7° S    | 14.9° V    | 4 km   |
| B         | 40.3° S    | 15.2° V    | 4 km   |
| C         | 38.5° S    | 14.9° V    | 5 km   |
| K         | 40.5° S    | 19.3° V    | 4 km   |